# Rumohr
Rumohr ist eine Gemeinde bei Kiel im Kreis Rendsburg-Eckernförde in Schleswig-Holstein.

## Geografie

### Geografische Lage
Das Gemeindegebiet von Rumohr erstreckt sich im nordwestlichen Teilbereich der naturräumlichen Haupteinheit Ostholsteinisches Hügel- und Seenland (Nr. 702) wenige Kilometer südwestlich von Kiel zwischen dem Großen Schierensee und dem Molfsee. Die Obereider fließt östlich der Gemeinde und bildet an einem Flussmäander selbige Gemeindegrenze ab.

### Gemeindegliederung
Neben dem Dorf gleichen Namens befindet sich auch das ebenso genannte Forsthaus, das Dorf Rotenhahn, weiterhin die Häusergruppen Bornhorst, Hüttenkratt und Sprenge, die Häusersiedlung Rumohrhütten und das Streusiedlungsgebiet Rumohrholz als weitere Wohnplätze im Gemeindegebiet.

### Nachbargemeinden
Unmittelbar an Rumohr angrenzende Gemeindegebiete sind:
| Rodenbek    |                                             | Mielkendorf       |
| Schierensee | Kompassrose, die auf Nachbargemeinden zeigt | Molfsee, Flintbek |
|             | Blumenthal                                  |                   |

## Geschichte
Die erste Nennung erfolgte 1245. Der Ortsname leitet sich vom rauhen Moor ab. In diesem Jahr bestätigte Gottschalk, zu der Zeit Overbode von Holstein, eine Übertragung mehrerer Bauernhöfe durch die Brüder von Ehndorf an das Kloster Neumünster. Einer der Zeugen der Beurkundung dieses Vorganges war ein Scacco de Rummore (auf Deutsch: Schack von Rumohr). Die Familie von Rumohr gehört zu den Equites Originarii (den alteingesessenen Rittern) Holsteins.

## Politik

### Gemeindevertretung
Bei der Kommunalwahl am 14. Mai 2023 wurden insgesamt elf Sitze vergeben. Diese fielen erstmals alle an die Kommunale Wählergemeinschaft Rumohr. Die Wahlbeteiligung betrug 51,8 %.

### Wappen
Blasonierung: „In Grün ein gesenkter silberner Wellenbalken, aus dem zwei silberne Rohrkolben mit schwarzem Samenstand hervorwachsen; zwischen den Rohrkolben zwei abgewendete silberne Reiher.“

## Wirtschaft und Verkehr
Das Gemeindegebiet ist vor allem durch die Landwirtschaft geprägt, es gibt jedoch auch ausgedehnte Wohnsiedlungen.
Das Gemeindegebiet liegt im Einzugsbereich der schleswig-holsteinischen Landesstraßen 255 und 318. Die L 255 endet dabei beim Ortsteil Voorde in der Nachbargemeinde Flintbek von Rendsburg her führend und die Dorflage von Rumohr passierend an der L 318. Die L 318 führt aus Richtung Kiel kommend weiter in Richtung Neumünster am Rand von Rotenhahn vorbei.
Ebenfalls durch das Gemeindegebiet führt die Bundesautobahn 215 von Kiel nach Bordesholm. Die nächstgelegene Anschlussstelle ist die im Nachbarort Blumenthal (Nr. 4).

## Persönlichkeiten
Der Heimatforscher und Fotograf Theodor Möller (1873–1953) wuchs in Rumohrholz auf. Im April 2013 widmete ihm die Gemeinde anlässlich seines 140. Geburtstages einen Gedenkstein.